# نیاتی
نیاتی
شهر نیاتی (به انگلیسی: Naihati) با جمعیت ۲۹۶٫۸۳۰ نفر در ایالت بنگال غربی در کشور هند واقع شده‌است.